# GitHub Copilot
GitHub Copilot — инструмент с использованием искусственного интеллекта, совместно разработанный GitHub и OpenAI для помощи пользователям таких интегрированных сред разработки, как Visual Studio Code, Visual Studio, Neovim и JetBrains в автодополнении кода. Инструмент был впервые анонсирован 29 июня 2021 года и до 21 июня 2022 был доступен только в виде предварительной версии. Лучше всего он подходит для пользователей, создающих код на Python, JavaScript, TypeScript, Ruby и Go.

## История
29 июня 2021 года GitHub анонсировал GitHub Copilot в качестве расширения в предварительной версии для Visual Studio Code.
26 октября 2021 года данный инструмент был выпущен в виде плагина в JetBrains Marketplace.
27 октября 2021 года GitHub выпустил плагин GitHub Copilot для Neovim в качестве общедоступного репозитория.
29 марта 2022 года было официально объявлено о доступности Copilot для Visual Studio 2022.
21 июня появилось официальное объявление о выходе Copilot из предварительного тестирования и доступности его для всех желающих по подписочной системе.

## Функции
GitHub Copilot работает на основе OpenAI Codex, модели искусственного интеллекта, созданной OpenAI — исследовательской лабораторией искусственного интеллекта. OpenAI Codex — это модифицированная производственная версия языковой модели Generative Pre-trained Transformer 3 (GPT-3), использующей глубокое обучение для создания текста, похожего на человеческий. Например, при наличии задачи программирования на естественном языке Codex может сгенерировать код для её решения. Она также может описывать входной код на английском языке и переводить код между языками программирования. Лицензия Codex GPT-3 предоставляется исключительно Microsoft, материнской компании GitHub.
OpenAI Codex в Copilot обучается на выбранных общедоступных репозиториях GitHub на английском языке и другом общедоступном исходном коде. Сюда входит отфильтрованный набор данных из 159 гигабайт кода Python, полученный из 54 миллионов общедоступных репозиториев GitHub.
Согласно собственному сайту, GitHub Copilot включает в себя вспомогательные функции для программистов, такие как преобразование комментариев в исполняемый код и автозаполнение для фрагментов кода, повторяющихся разделов кода и целых методов или функций. В GitHub сообщают, что функция автозаполнения Copilot точна примерно в половине случаев; например, с некоторым кодом, установленным по заголовку функции языка Python, Copilot правильно автозаполнил остальную часть кода тела функции в 43 % случаев с первой попытки и в 57 % случаев после десяти попыток.
В GitHub заявляют, что функции Copilot позволяют программистам ориентироваться в незнакомых фреймворках и языках, сокращая количество времени, затрачиваемое на чтение документации.

## Принятие
С момента выпуска Copilot начали возникать опасения по поводу его безопасности и образовательного воздействия, а также разногласия по поводу лицензирования создаваемого им кода.

### Споры о лицензировании
Хотя большая часть кода, выводимого Copilot, может быть классифицирована как преобразующая работа, в GitHub признают, что небольшая его часть скопирована дословно, что привело к опасениям относительно того факта, что полученный код недостаточно преобразован, чтобы его можно было классифицировать как добросовестное использование, и мог нарушать авторские права первоначального владельца. Данный факт оставляет Copilot на непроверенном правовом основании, хотя GitHub заявляет, что «обучение моделей машинного обучения на общедоступных данных считается добросовестным использованием в сообществе машинного обучения».

#### Официальные документы FSF
28 июля 2021 года Фонд свободного программного обеспечения (FSF) опубликовал финансируемый призыв к созданию официальных документов по философским и юридическим вопросам, связанным с Copilot. Дональд Робертсон, менеджер по лицензированию и соблюдению требований FSF, заявил, что «Copilot поднимает много […] вопросов, которые требуют более глубокого изучения». 24 февраля 2022 года в FSF объявили, что ими было получено 22 статьи по данному вопросу, и с помощью процесса анонимного обзора были выбраны для выделения 5 из них.

### Вопросы безопасности
В документе, принятом к публикации на симпозиуме Института инженеров электротехники и электроники по безопасности и конфиденциальности в 2022 году, оценивалась безопасность кода, сгенерированного Copilot, для 25 основных уязвимостей кода MITRE (например, межсайтовый скриптинг, обход пути) в 89 различных сценариях и 1 689 программах. Это было сделано по осям разнообразия слабых мест (способности реагировать на сценарии, которые могут привести к различным уязвимостям кода), разнообразия подсказок (способности реагировать на одну и ту же уязвимость кода с небольшими вариациями) и разнообразия доменов (возможности генерировать аппаратные спецификации уровня передачи регистров в Verilog). Исследование показало, что на разных языках по данным осям 39,33 % наилучших из предложений и 40,73 % от общего числа предложений приводят к созданию уязвимостей в коде. Кроме того, было обнаружено, что небольшие несемантические (вроде комментариев) изменения, внесённые в код, могут повлиять на его безопасность.

### Вопросы образования
В документе, опубликованном в феврале 2022 года Ассоциацией вычислительной техники, оценивается влияние Codex, технологии, используемой Github Copilot, на обучение начинающих программистов. В исследовании используются оценочные вопросы из вводного класса по программированию в Оклендском университете, и сравниваются ответы Codex с успеваемостью студентов. Исследователи обнаружили, что Codex в среднем показал результаты лучше, в сравнении с большинством учащихся; однако его производительность снизилась на вопросах с ограничением возможностей, которые можно использовать в решении (например, условные операторы, коллекции и циклы). Учитывая данную проблему, «только 2 из 10 решений [Codex] были верны, но оба […] нарушили установленные ограничения». В документе делается вывод о том, что Codex может быть полезен для предоставления учащимся разнообразных решений, но также может привести к чрезмерной уверенности и плагиату.